# Abborrtjärnen (Anundsjö socken, Ångermanland, 709354-161292)
Abborrtjärnen är en sjö i Örnsköldsviks kommun i Ångermanland och ingår i Gideälvens huvudavrinningsområde.